# Magnus Retzius
Magnus Retzius, född 1747, död 22 mars 1794 i Wolgast, var en svensk ämbetsman.
Retzius blev hovråd 1779, generalguvernementsekreterare i Pommern samma år, sedermera licentinspektör i Wolgast. Han skänkte en samling musikalier till Musikaliska Akademien och invaldes den 24 april 1790 som "honoraire ledamot" nr 123 av akademien.